# A Human Body
«A Human Body» es una canción por la banda británica Queen, publicada como el lado B del lanzamiento de sencillo de «Play the Game».

## Grabación
Escrita y cantada por Roger Taylor, «A Human Body» fue grabada en los estudios Musicland entre febrero y mayo de 1980. Su letra describe la expedición del capitán Robert Falcon Scott por el Polo Sur en 1912.

## Otros lanzamientos
La canción fue publicado por primera vez en LP en diciembre de 1985, para la caja recopilatoria Complete Works. En junio de 2009, estuvo disponible como parte de la caja recopilatoria de edición limitada, The Singles Collection Volume 2.
El 27 de junio de 2011, la canción fue incluida en la edición de lujo de su álbum de 1980, The Game.

## Créditos
Queen
- Roger Taylor – voz principal y coros, batería y percusión, vocoder
- Freddie Mercury – coros
- Brian May – guitarras, coros
- John Deacon – bajo eléctrico